# Bangladesz na Letnich Igrzyskach Olimpijskich 2012
Bangladesz na Letnich Igrzyskach Olimpijskich 2012 reprezentowało pięciu zawodników: czterech mężczyzn i jedna kobiety. Nie zdobyli oni żadnego medalu.
Był to 8 start reprezentacji Bangladeszu na letnich igrzyskach olimpijskich.

## Skład kadry

### Gimnastyka
Mężczyźni
| Zawodnik           | Konkurencje            | Konkurencje            | Konkurencje     | Konkurencje     | Konkurencje                 | Konkurencje                 | Konkurencje          | Konkurencje          | Konkurencje            | Konkurencje            | Konkurencje         | Konkurencje         | Konkurencje | Konkurencje | Konkurencje        | Konkurencje        |
| Zawodnik           | Wielobój indywidualnie | Wielobój indywidualnie | Ćwiczenia wolne | Ćwiczenia wolne | Ćwiczenia na koniu z łękami | Ćwiczenia na koniu z łękami | Ćwiczenia na kółkach | Ćwiczenia na kółkach | Ćwiczenia na poręczach | Ćwiczenia na poręczach | Ćwiczenia na drążku | Ćwiczenia na drążku | Skoki       | Skoki       | Wielobój drużynowy | Wielobój drużynowy |
| Zawodnik           | Wynik                  | Pozycja                | Wynik           | Pozycja         | Wynik                       | Pozycja                     | Wynik                | Pozycja              | Wynik                  | Pozycja                | Wynik               | Pozycja             | Wynik       | Pozycja     | Wynik              | Pozycja            |
| ------------------ | ---------------------- | ---------------------- | --------------- | --------------- | --------------------------- | --------------------------- | -------------------- | -------------------- | ---------------------- | ---------------------- | ------------------- | ------------------- | ----------- | ----------- | ------------------ | ------------------ |
| Quazi Syque Caesar |                        |                        | 14,666          | 29.             |                             |                             |                      |                      | 14,766                 | 27.                    | 13,700              | 50.                 |             |             |                    |                    |

### Lekkoatletyka
Mężczyźni
Konkurencje biegowe
| Zawodnik   | Konkurencja | eliminacje | eliminacje | 1 Runda | 1 Runda | Półfinał | Półfinał | Finał | Finał   |
| Zawodnik   | Konkurencja | Wynik      | Miejsce    | Wynik   | Miejsce | Wynik    | Miejsce  | Wynik | Miejsce |
| ---------- | ----------- | ---------- | ---------- | ------- | ------- | -------- | -------- | ----- | ------- |
| Mohan Khan | 100 m       | 11,24      | 5.         |         |         |          |          |       |         |

### Łucznictwo
| Zawodnik       | Konkurencja       | Runda rankingowa | Runda rankingowa | 1/32                 | 1/16             | 1/8              | Ćwierćfinały     | Półfinały        | Finał            | Finał   |
| Zawodnik       | Konkurencja       | Wynik            | Seed             | Przeciwnik Wynik     | Przeciwnik Wynik | Przeciwnik Wynik | Przeciwnik Wynik | Przeciwnik Wynik | Przeciwnik Wynik | Pozycja |
| -------------- | ----------------- | ---------------- | ---------------- | -------------------- | ---------------- | ---------------- | ---------------- | ---------------- | ---------------- | ------- |
| Mohammed Milon | indywidualnie (m) | 636              | 61.              | Laurence Godfrey 0-6 |                  |                  |                  |                  |                  | 33.     |

### Pływanie
Mężczyźni
| Zawodnik           | Konkurencja  | Eliminacje | Eliminacje | Półfinał | Półfinał | Finał | Finał   |
| Zawodnik           | Konkurencja  | Czas       | Miejsce    | Czas     | Miejsce  | Czas  | Miejsce |
| ------------------ | ------------ | ---------- | ---------- | -------- | -------- | ----- | ------- |
| Rahman Md Mahfizur | 50m dowolnym | 24,64      | 39.        |          |          |       |         |

### Strzelectwo
Kobiety
| Zawodnik      | Konkurencja | Kwalifikacje | Kwalifikacje | Finał | Finał   |
| Zawodnik      | Konkurencja | Wynik        | Pozycja      | Wynik | Pozycja |
| ------------- | ----------- | ------------ | ------------ | ----- | ------- |
| Sharmin Ratna | ppn 60      | 393          | 27.          |       |         |